# Białogórne
Białogórne – wieś w Polsce położona w województwie łódzkim, w powiecie rawskim, w gminie Biała Rawska. Wieś notowana w 1579 r. jako Bialle Gorne. Wtedy istniała też wieś Bialle Jankowe, potem część Białogórnego.
W latach 1975–1998 miejscowość administracyjnie należała do województwa skierniewickiego.

## Zabytki
Według rejestru zabytków Narodowego Instytutu Dziedzictwa na listę zabytków wpisane są obiekty:
- zespół dworski, koniec XVIII w., XIX w., 1920-30:
  - dwór, nr rej.: 614 z 28.07.1983
  - park, nr rej.: 563 z 20.06.1981